# Unni Bernhoft
Unni Elisabeth Bernhoft, född 4 mars 1933, är en norsk skådespelare.
Bernhoft debuterade 1953 i föreställningen Katten er løs på Chat Noir. Hon är mest känd som Piccolo Rudolf i filmen Fjols til fjells (1957) samt för sina inspelningar av visan "Lille Frøken Stang" 1955 och 1979.
Unni Bernhoft är dotter till revyförfattaren och sångaren Bias Bernhoft. Hon är gift med Bjørn Sand. Tillsammans har de sonen Simen Sand.

## Filmografi
- 1955 – Bedre enn sitt rykte
- 1957 – Smuglere i smoking
- 1957 – Fjols til fjells
- 1959 – Støv på hjernen
- 1960 – Millionær for en aften
- 1961 – Nina, Nora, Nalle (TV-serie)
- 1962 – Stackars stora starka karlar
- 1962 – Sønner av Norge kjøper bil
- 1964 – Husmorfilmen høsten 1964
- 1968 – Festival i Venedig
- 1972 – Motforestilling